# スペンサー郡 (ケンタッキー州)

ケンタッキー州内の位置

スペンサー郡（Spencer County）は、アメリカ合衆国ケンタッキー州内に位置する郡である。人口は11,766人（2000年）。郡庁所在地はテーラーズビルである。この郡は Spears Spencer の名を取って命名された。ここは評判のいい釣り地域であり、この地域内の主要な経済的素材としてサービスされている、w:Taylorsville Lakeの本拠地である。

## 地理
アメリカ合衆国統計局によると、この郡は総面積497 km2 (192 mi2) である。このうち481 km2 (186 mi2) が陸地で15 km2 (6 mi2) が水面である。総面積の3.07%が水面となっている。

### 隣接する郡
- シェルビー郡  (北)
- アンダーソン郡  (東)
- ネルソン郡  (南)
- ブリット郡  (西)
- ジェファーソン郡  (北西)

## 人口動勢
2000年国勢調査で、この郡は人口11,766人、4,251世帯、及び3,358家族が暮らしている。人口密度は24/km2 (63/mi2) である。9/km2 (24/mi2) の平均的な密度に4,555軒の住宅が建っている。この都市の人種的な構成は白人97.50%、アフリカン・アメリカン1.13%、先住民0.22%、アジア0.08%、その他の人種0.27%、及び混血0.79%である。ここの人口の1.12%はヒスパニックまたはラテン系である。
この郡内の住民は27.00%が18歳未満の未成年、18歳以上24歳以下が7.70%、25歳以上44歳以下が33.50%、45歳以上64歳以下が22.70%、及び65歳以上が9.10%にわたっている。中央値年齢は35歳である。女性100人ごとに対して男性は101.80人である。18歳以上の女性100人ごとに対して男性は99.50人である。
この郡内の世帯ごとの平均的な収入は47,042米ドルであり、家族ごとの平均的な収入は52,038米ドルである。男性は36,638米ドルに対して女性は24,196米ドルの平均的な収入がある。この郡の一人当たりの収入 (per capita income) は19,848米ドルである。人口の8.80%及び家族の7.70%は貧困線以下である。全人口のうち18歳未満の8.90%及び65歳以上の10.50%は貧困線以下の生活を送っている。

## 教育
2005年時点で、スペンサー郡に4つの公立学校がある。
- スペンサー郡高等学校、520 テーラーズビル・ロードに位置している、ここは教師38人及び生徒639人と見込まれる。この学校の建物は1980年代初期に建てられた。現在の校長は Robert DeHoag である。
- スペンサー郡ミドルスクール、スペンサー郡小学校の裏側の右のマウントワシントン・ロードに位置している、ここは教師45人及び生徒886人と見込まれる。この学校の建物は2000年代初期に建設された。現在の校長は Dena Kent である。
- スペンサー郡小学校、1265 マウントワシントン・ロードに位置している、ここは教師52人及び生徒1088人と見込まれる。この学校の建物は2004年に建設された。現在の校長は Norma Thurman である。
- テーラーズビル小学校、206 リーザーアベニューに位置している、ここは教師52人及び生徒数1088人と見込まれる。この学校の建物はこの地区内で一番古い建物である。現在の校長は Chuck Abell である。

2000年代初頭まで、この地域に2つの公立学校、小学校 (K-6 学年までの教育) 及び高等学校 (7-12 学年の教育) しかなかった。2000年代、新しい小学校が建設され、この地区は3つの学校システムに分割される事となった。

## 都市及び町
- テーラーズビル